# Encruzilhada do Sul
Encruzilhada do Sul est une ville brésilienne du Sud-Est de l'État du Rio Grande do Sul, faisant partie de la microrégion des Serras du Sud-Est et située à 168 km au sud-ouest de Porto Alegre, capitale de l'État. Elle se situe à une latitude de 30° 32′ 41″ sud et à une longitude de 52° 31′ 21″ ouest, à une altitude de 432 mètres. Sa population était estimée à 24 152 en 2007, pour une superficie de 3 439 km2.
Le nom encruzilhada vient du fait que plusieurs chemins se croisaient sur le territoire de l'actuelle commune (« carrefour », « croisement »). Se retrouvaient ici des conducteurs de bétail, des militaires et des voyageurs venant de tous les horizons de l'État et de plus loin. Ce lieu d'échanges importants attira des colons açoriens et de Laguna, État de Santa Catarina.

## Personnages liés à la commune
- João Cândido Felisberto (1880-1969), militaire

## Villes voisines
- Cachoeira do Sul
- Rio Pardo
- Pantano Grande
- Dom Feliciano
- Amaral Ferrador
- Canguçu
- Piratini
- Santana da Boa Vista